# Ideobisium yunquense
Ideobisium yunquense es una especie de arácnido del orden Pseudoscorpionida de la familia Syarinidae.

## Distribución geográfica
Se encuentra en Puerto Rico.